# Коул, Кристина
Кристина Коул (англ. Christina Cole; род. 8 мая 1982, Лондон, Великобритания) — английская актриса.

## Биография
Кристина родилась в Лондоне. Её мать менеджер в телецентре, отец — инструктор по вождению. У Кристины есть младший брат Доминик и младшая сестра Кассандра. Коул обучалась в Оксфордской драматической школе, где в своё время учились Клэр Фой и Чарити Уэйкфилд.
В своё время Кристина была моделью свадебного дизайнера Андреа Галера.

## Фильмография
| Год       |   | Русское название                                       | Оригинальное название                                  | Роль                 |
| --------- | - | ------------------------------------------------------ | ------------------------------------------------------ | -------------------- |
| 2003      | с | Война Фойла, серия «Among the Few»                     | Foyle’s War                                            | Виолет Дэвис         |
| 2003      | ф | Чего хочет девушка                                     | What a Girl Wants                                      | Кларисса Пэйн        |
| 2004      | с | Он так и знал                                          | He Knew He Was Right                                   | Нора Роули           |
| 2004      | ф | Мисс Марпл Агаты Кристи: Убийство в доме Викария       | Marple: The Murder at the Vicarage                     | Летиция Протеро      |
| 2004—2005 | с | Ведьма                                                 | Hex                                                    | Кассандра Хьюз       |
| 2005      | ф | Самые таинственные убийства                            | Julian Fellowes Investigates: A Most Mysterious Murder | Роз Харсент          |
| 2006      | с | Джейн Эйр                                              | Jane Eyre                                              | Бланш Ингрэм         |
| 2006      | ф | Казино „Рояль“                                         | Casino Royale                                          | ресепшн клуба «Океан |
| 2007      | с | Доктор Кто, серия «The Shakespeare Code»               | Doctor Who                                             | Лилит                |
| 2007      | с | Секретные материалы: Море душ, серии «The Prayer Tree» | Sea of Souls                                           | Ребекка Мьюр         |
| 2007      | с | Плантация, серия «Pilot»                               | Cane                                                   | Диана Манн           |
| 2007      | с | Продано!                                               | Sold                                                   | Мел                  |
| 2007      | ф | Смерти Иэна Стоуна                                     | The Deaths of Ian Stone                                | Дженни Уокер         |
| 2008      | с | Ожившая книга Джейн Остин                              | Lost in Austen                                         | Кэролайн Бингли      |
| 2008      | ф | Мисс Петтигрю живёт одним днём                         | Miss Pettigrew Lives for a Day                         | Шарлотта Уоррен      |
| 2008      | с | Пуаро Агаты Кристи, серия «Appointment with Death»     | Poirot: Appointment with Death                         | Сара Кинг            |
| 2008      | ф | Выжившее зло                                           | Surviving Evil                                         | Фиби Дрейк           |
| 2009      | ф | Мэгги Хилл                                             | Maggie Hill                                            | Мэгги Хилл           |
| 2009      | ф | Конура                                                 | Doghouse                                               | Кэнди                |
| 2009      | с | Эмма                                                   | Emma                                                   | Августа Элтон        |
| 2010      | с | Живая мишень                                           | Human Target                                           | принцесса Виктория   |
| 2011      | ф | Без компромиссов                                       | Blitz                                                  | WPC                  |
| 2014      | с | Активы                                                 | The Assets                                             | Луиза Тилтон         |
| 2015      | ф | Восхождение Юпитер                                     | Jupiter Ascending                                      | Джемма Чаттерджи     |
| 2015      | с | Форс-мажоры                                            | Suits                                                  | доктор Пола Эгард    |
| 2015      | с | Новые уловки                                           | New Tricks                                             | Кармен Кресуэлл      |
| 2015      | с | Чёрный список                                          | The Blacklist                                          | Элис                 |